# Amber Stevens West
Amber Dawn West (* 7. října 1986, Los Angeles, Kalifornie, Spojené státy americké), známější jako Amer Stevens West, je americká herečka a modelka. Proslavila se hlavně rolemi v seriálu stanice ABC Family Greek, ve filmu 22 Jump Street a jako Maxine v sitcomu stanice NBC The Carmichael Show.

## Životopis
West se narodila v Los Angeles v Kalifornii. Její otec je moderátorem rádiové stanice Shadoe Stevens a její matka Beverly Cunningham je bývalá modelka. Má mladší sestru Chynu Rose Stevens. Dokončila střední školu v Beverly Hills.

## Kariéra
Během let 2007 až 2011 hrála jednu z hlavních rolí Asleigh Howardovou v seriálu stanice ABC Family Greek. V roce 2011 hrála roli Mimi Marquezové v muzikálu Rent: Downtown L.A.. V roce 2014 si zahrála postavu Mayi ve filmu 22 Jump Street. V roce 2015 si zahrála po boku Jerroda Carmichaela roli Maxine v sitcomu stanice NBC The Carmichael Show. Poté, co sitcom skončil začala hrát v komediálním seriálu stanice Fox Ghosted. Od roku 2018 hraje v seriálu Happy Together.

## Osobní život
Při natáčení seriálu Greek začala chodit s hercem Andrewem J. Westem. Dvojice se vzala dne 5. prosince 2014 v Los Angeles. V květnu 2018 oznámili, že čekají první dítě.

## Filmografie

### Film
| Rok  | Název                            | Role           | Poznámky |
| ---- | -------------------------------- | -------------- | -------- |
| 2006 | Rychle a zběsile: Tokijská jízda | roztleskávačka |          |
| 2009 | Loudilové                        | Sara           |          |
| 2012 | Amazing Spider-Man               | Ariel          |          |
| 2012 | The Kitchen                      | Amanda         |          |
| 2014 | Jessabelle                       | Jessabelle     |          |
| 2014 | 22 Jump Street                   | Maya Dickson   |          |

### Televize
| Rok       | Název                      | Role                 | Poznámky                                          |
| --------- | -------------------------- | -------------------- | ------------------------------------------------- |
| 2005      | Chlapi sobě                | dívka #2             | díl: „Mládí má zelenou“                           |
| 2005      | Báječní a bohatí           | modelka              | 1 díl                                             |
| 2006      | The Hills                  | modelka              | díl: „Boyfriends And Work Don't Mix“              |
| 2007      | The Beast                  | Aileen               | TV film                                           |
| 2007      | Kriminálka Las Vegas       | Emily Wilson / Tanya | díly: „Prázdné oči“, „Konec štístka“              |
| 2007–2011 | Greek                      | Ashleigh Howard      | hlavní role                                       |
| 2011      | Weekends at Bellevue       | Claire Cohen         | TV film                                           |
| 2011      | Chirurgové                 | Laurel Pinson        | díl: „Nepopsaná tabule“                           |
| 2011      | Friends with Benefits      | Caroline             | díl: „The Benefit of Mardi Gras“                  |
| 2011      | Jak jsem poznal vaši matku | Janet McIntyre       | díl: „Tajemství a minulost“                       |
| 2012      | Joey Dakota                | Maya Beaumont        | TV film                                           |
| 2012      | Tři kluci a nemluvně       | Izzy                 | díl: „Doupě“                                      |
| 2012      | 90210: Nová generace       | Bryce Woodbridge     | díly: „Devadesát devět problémů“, „Veselé Vánoce“ |
| 2012      | Ben a Kate                 | Anna Lewis           | díl: „Reunion“                                    |
| 2014      | Nová holka                 | Viv                  | díl: „Goldmine"                                   |
| 2014–2015 | Myšlenky zločince          | Joy Struthers        | díly: „Fate“, „Anonymous“, „Target Rich“          |
| 2015      | Chasing Life               | Frankie              | díly: „The Domino Effect“, „The Last W“           |
| 2015–2017 | The Carmichael Show        | Maxine               | hlavní role                                       |
| 2017–2018 | Ghosted                    | Annie                | hlavní role                                       |
| 2018      | Happy Together             | Claire               | hlavní role                                       |